# Celovška Mohorjeva družba

## Zgodovina

### Politične razmere po letu 1945
27. aprila 1945 je Karl Renner na osvobojenem Dunaju iz predstavnikov Avstrijske ljudske stranke, Socialistične stranke Avstrije in Komunistične stranke sestavil začasno vlado, ki je razglasila izjavo o neodvisnosti Avstrije. V Jugoslaviji je prevzela oblast Komunistična partija. Dne 8. maja 1945 so angleške vojaške enote zasedle Koroško. Isti dan so dospele na Koroško tudi enote Jugoslovanske armade, ki so morale na pritisk zahodnih zaveznikov 20. maja 1945 Koroško spet zapustiti. Dne 26. maja 1945 je Josip Broz-Tito v Ljubljani ponovil jugoslovanske teritorialne zahteve do Avstrije in Italije v smislu programa Osvobodilne fronte, ki je vključeval zahteve po osvoboditvi in združitvi razkosanega slovenskega naroda. Celotna politika Pokrajinskega odbora Osvobodilne fronte za Slovensko Koroško je bila usmerjena v boj za priključitev s Slovenci naseljenega ozemlja k Jugoslaviji. Polagoma so se obnovile predvojne organizacije Koroških Slovencev in se ustanovile nove. Vse organizacije so delovale po smernicah in pod vplivom OF. Celovška Mohorjeva družba je bila do ustanovitve Narodnega sveta koroških Slovencev leta 1949 edina kulturno-politična organizacija, ki je usmerjala svojo dejavnost na osnovi krščanskih načel, in edino politično predstavništvo med Koroškimi Slovenci. Vodilne osebnosti OF so se ravnale po navodilih Komunistične partije Jugoslavije. Ko je začela Celovška Mohorjeva družba januarja 1946 z obnovitvenimi deli, je OF ostro napadla njene predstavnike in sodelavce, predvsem Valentina Podgorca in Janeza Hornböcka.

## Obnova delovanja Mohorjeve družbe
Dne 28. januarja 1946 se je v Celovcu konstituiral prvi provizorični odbor Družbe po drugi svetovni vojni. Državna policija je prvi odbor vzela na znanje, hkrati pa je provizoričnemu odboru naročila razpis občnega zbora. Celovška škofija je odbor potrdila. Zelo važna glede nadaljnjega razvoja Mohorjeve družbe je bila odborova seja avgusta 1947, kjer se je odločalo o tem, ali bo Mohorjeva družba poživila svoje delovanje kot bratovščina z lastno tiskarno ali pa naj bi poleg bratovščine ustanovili samostojno tipografično zadrugo.
V pismu z dnem 13. julija 1948 , naslovljeno na škofa dr. Jožefa Kostnerja, omenja dr. Janko Hornböck, da je  idejo o poživitvi delovanja Mohorjeve družbe po drugi svetovni vojni sprožil prelat dr. Rudolf Bluml. V takratnem času je bil politični razvoj koroških Slovencev popolnoma nejasen. Ena za drugo so slovenske predvojne organizacije prišle pod vpliv OF in tako se je ta polastila političnega monopola. Prelat dr. Rudolf Bluml je hotel zaradi tega Mohorjevo družbo zgraditi v močno versko-kulturno središče. Njegov predlog je bil na seji avgusta 1947 z večino glasov sprejet.
V zvezi z obnovo in poživitvijo delovanja Mohorjeve družbe po drugi svetovni vojni je govoril dr. Janko Hornböck, dolgoletni odbornik in ravnatelj Družbe sv. Mohorja v Celovcu, o pionirskem delu, ki ga je opravil Valentin Podgorc. Hiše Družbe so bile zaradi bomb poškodovane, glavno poslopje na Viktringer Ringu pa so imeli zasedeno Angleži in stranke. Ko je Mohorjeva družba začela delati, so bili napadi nanjo hudi, politično ozračje pa je bilo nejasno in negotovo. Podgorc je užival tako pri deželni vladi kot pri Angležih veliko zaupanje. Tako se je med letoma 1918 in 1920 kot po letu 1945 zavzemal za ohranitev južnega dela Koroške pri Avstriji. Vzrokov, zakaj se je Valentin Podgorc opredelil za Avstrijo, je gotovo več. Dejstvo je, da je bil velik avstrijski patriot; v nekaterih razpravah ga označujejo kot monarhista. V Avstro-Ogrski je videl državo z dolgoletno tradicijo, urejeno upravo in dobro socialno zaščito. Kot gospodarstvenik je trezno presojal o usodi južnokoroškega kmeta. Gospodarstvo južne Koroške je bilo od nekdaj tesno povezano z mestoma Celovec in Beljak. Ti gospodarski središči kmečko prebivalstvo lahko doseže v kratkem času, medtem ko bi bila gospodarska središča Slovenije v primeru priključitve južne Koroške Jugoslaviji le težko dosegljiva.
Pri Podgorčevi odločitvi ne smemo prezreti, da je šlo za človeka, ki je bil tesno povezan z verskim, kulturnim, gospodarskim in socialnim gibanjem slovenske narodnostne skupnosti na Koroškem. Tedanjemu režimu v Jugoslaviji ni bilo prav, da bi se v Celovcu delo nekdaj osrednje versko-kulturne ustanove koroških Slovencev, Družbe sv. Mohorja, obnovilo. Z vrsto ukrepov je režim v Sloveniji to poskušal preprečiti. Tudi angleški vojaki so Mohorjev dom še naprej zasedali in vse privatne stranke in državni uradi so obdržali svoje stanovanjske pravice. Družba je morala vsem te pravice odkupiti.

### Vrnitev tiskarniške in založniške koncesije
Tudi za vrnitev tiskarniške in založniške koncesije se je Mohorjeva morala boriti. Mestne in deželne oblasti so se izgovarjale in tega niso hotele. Šele ko se je močno zavzel za povrnitev tiskarniške koncesije Mr. Sharp, vodja slovenske sekcije pri angleški upravi, je celovški magistrat končno izdal obratovaljno dovoljenje za tiskarno. 
Le težko si je predstavljati, kako bi se razvijalo kulturno življenje med Slovenci na Koroškem, če bi takrat Mohorjeva ne bila dobila vrnjene tiskarniške koncesije. Tiskarna je začela obratovati leta 1951.

### Nasprotja s Celjsko Mohorjevo družbo
Komaj se je raznesla po Koroškem novica, da je Mohorjeva v Celovcu pričela delovati, se je oglasila OF. Celjska Mohorjeva družba naj bi čim prej oskrbela slovensko Koroško s svojimi knjigami in tam onemogočila prodajo knjig Celovške Mohorjeve družbe, hkrati pa razširila svoje področje delovanja tudi med Koroškimi Slovenci v Avstriji.
Ker je imelo politično vodstvo v Sloveniji Celjsko Mohorjevo za edino legitimno naslednico predvojne Mohorjeve družbe, je bilo mnenja, da ima pravico do premoženja Mohorjeve družbe v Celovcu zgolj Celjska Mohorjeva družba. Sledili so stalni napadi na Mohorjevo družbo v Celovcu in obrekovanja v slovenskih občilih, tako na Koroškem, kot v Sloveniji. Kako velika je bila razklanost med Koroškimi Slovenci in kako močan je bil vpliv ter delovanje komunistične ideologije, je razvidno iz tega, da je bil celo del narodnozavednih koroških duhovnikov mnenja, da je pametneje, da Celovška Mohorjeva ne začenja s svojim delovanjem, temveč naj Koroški Slovenci raje prejemajo knjig Celjske Mohorjeve družbe.

### Ideološki in politični razkol Koroških Slovencev
Večina Koroških Slovencev je ravnanje OF, v smislu komunistične ideologije, odločno odklanjala. S svojo politiko je slovenska komunistična oblast v povojnih letih napravila prvi korak k politični in ideološki diferenciaciji med Koroškimi Slovenci. Ustanovitev Narodnega sveta koroških Slovencev je bila na tej poti le drugi, vendar logični in neizogibni korak. Od srede decembra 1945 je naprej v Celovcu spet izhajal cerkveni list Nedelja. Januarja 1949 je začelo izhajati pri Celovški Mohorjevi družbi versko-kulturno glasilo Družina in dom. Bilo je samo še vprašanje časa, kdaj bo prišlo do ustanovitve politične organizacije Koroških Slovencev na osnovi krščanskih in demokratičnih načel. Narodni svet Koroških Slovencev (NSKS) je bil ustanovljen 28. junija 1949.
Kot naslednica Osvobodilne fronte je bila leta 1955 ustanovljena bolj levo usmerjena Zveza slovenskih organizacij na Koroškem (ZSO), ki tudi povezuje različna društva in organizacije v kulturnem, izobraževalnem in političnem prostoru Koroških Slovencev.

## Delovanje Mohorjeve družbe po letu 1951
Delo Celovške Mohorjeve je uspešno napredovalo. Knjige in publikacije je po vojni tiskala tiskarna Carinthia, 1. avgusta 1951 pa je začela obratovati lastna tiskarna, v kateri so od leta 1952 tiskali tudi Naš tednik, glasilo Narodnega sveta koroških Slovencev.
Celovška Mohorjeva je tedaj vodila tiskarno, založbo, knjigarno in papirnico, od 1953 pa še dijaške domove.

## Dijaški domovi

### Slomškov dom
V starem, danes obnovljenem poslopju Celovške Mohorjeve je bil leta 1954 odprt dijaški dom za dekleta, ki so ga vodile Šolske sestre sv. Frančiška Kristusa Kralja (pozneje tudi Slomškov dom), skoraj štirideset let. 
Celovški mohorjani so namreč leta 1966 kupili hišo na Ulici 10. oktobra, na mestu katere so zgradili Slomškov dom, ki ga je leta 1974 blagoslovil in otvoril takratni celovški škof dr. Jožef Kostner. Obnovljeni Slomškov dom je znova odprl svoja vrata z začetkom šolskega leta 1999/2000.

### Modestov dom
Celovška Mohorjeva je že leta 1957, ob otvoritvi dijaškega doma za fante, vodstovo zaupala salezijancem. Brez teh dijaških domov Mohorjeve družbe, v začetku šolskega leta 1957/58 ne bi mogla začeti delovati Zvezna gimnazija in zvezna realna gimnazija za Slovence v Celovcu. Leta 1998 je družba ta dom prodala - domsko dejavnost so premestili v prostore nekdanjega dekliškega dijaškega doma.

### Korotan na Dunaju
Na Dunaju je pater Ivan Tomažič, ob sodelovanju Celovške Mohorjeve družbe, zgradil študentski dom Korotan, ki je bil odprt leta 1966, deloval pa je tudi kot hotel. V navzočnosti uglednih predstavnikov kulturnega, političnega in verskega življenja je 28. oktobra 1994 tedanji avstrijski minister za znanost, dr. Busek, otvoril obnovljeni visokošolski dom Korotan na Dunaju.
Po ponovni prenovi in dokapitulaciji ga je leta 2009 odkupila Republika Slovenija, ki ga je prepoznala kot ključno točko slovenske manjšine na Dunaju. V njem deluje študentski dom, pa tudi Slovenski kulturni center, hotelski del pa znova upravlja Celovška Mohorjeva.

## Založniška dejavnost
Mohorjeva družba je po 2. svetovni vojni močno razvila založniško dejavnost. Družba je štela v sedemdesetih letih okrog 8000 članov, od teh več kot 4000 na Koroškem. V osemdesetih letih je začelo število članov upadati. Leta 1994 jih je bilo na Koroškem le še približno 2500. Žal je ta pojav povezan tudi z nazadovanjem števila Slovencev, z asimilacijo, kateri so koroški Slovenci slej ko prej podvrženi.

## Sedanje delovanje Celovške Mohorjeve družbe
Družba izdaja tako knjige v slovenščini kakor tudi v nemščini ter šolske učbenike. Založba navezuje stike z drugimi avstrijskimi založbami, izdaja dela avstrijskih pisateljev v slovenskem prevodu, dela slovenskih pa v nemškem. Posebno uspešna je na področju izdajanja otroških in mladinskih knjig. Spremenjene razmere v Sloveniji so omogočile družbi v Celovcu odprtje lastnega predstavništva v Ljubljani.
Založba Celovška Mohorjeva založba (Hermagoras-Verlag) v zbirki »Austriaca« sedaj izdaja vrsto prevodov avstrijskih avtorjev v slovenščino, v zbirki »Slovenica« pa prevode slovenskih avtorjev v nemščino. Prevodi so izraz povezovalnega dela Mohorjeve družbe med obema narodoma na Koroškem ter med Avstrijo in Slovenijo. Leta 1994 je Mohorjeva založila izdala esej Vaclava Havla Živeti v resnici. Mohorjeva založba izdaja tudi dvojezične otroške slikanice in avdiomedije domačih zborov in skupin, sprožila je Omanovo ustanovo, ki oskrbuje delo umetnika, koroškega Slovenca Valentina Omana. V knjigarni redno prireja likovne razstave in literarne večere, na leto pa izda med 40 in 50 samostojnih naslovov. Zelo pomembno za razvoj slovenskega in dvojezičnega šolstva na Koroškem je delo, ki ga opravlja Mohorjeva družba kot založba učnih knjig. Na Koroškem je slovenskega pouka na dvojezičnih osnovnih šolah, na glavnih in srednjih šolah deležnih okoli 3000 otrok. Učne knjige pripravljajo slovenski učitelji predvsem v delovnih skupnostih. Ker je učni jezik na Zvezni gimnaziji za Slovence v Celovcu slovenski, je bilo treba pripraviti za to šolo učbenike v slovenskem jeziku za latinščino, zgodovino, verouk, predvsem pa ustrezne knjige za pouk slovenščine za vse razrede slovenske gimnazije. Naklade teh knjig so seveda majhne, zato je tiskanje za Mohorjevo povezano z velikimi stroški. Z ustanovitvijo Dvojezične trgovske akademije v Celovcu in Višje šole za gospodarske poklice v Šentpetru v Rožu je prevzela Mohorjeva družba, kot založba učnih knjig, dodatne naloge.

## Odlikovanja in nagrade
- zlati častni znak svobode Republike Slovenije

je družba leta 2001 prejela z naslednjo utemeljitvijo: »za neutrudno širjenje slovenske knjige in utrjevanje narodne zavesti med Slovenci – ob 150-letnici Mohorjeve družbe«.